# Elezioni parlamentari in Polonia del 2023
Le elezioni parlamentari in Polonia del 2023 si sono tenute il 15 ottobre per il rinnovo dell'Assemblea nazionale (Sejm e Senato).
Esse hanno visto, come anticipato dagli exit-poll, la vittoria relativa del partito Diritto e Giustizia (PiS), il cui blocco di estrema destra, tuttavia, non ha raggiunto la maggioranza assoluta dei seggi, anche a causa del risultato sotto le aspettative del partito di ultra destra Confederazione Libertà e Indipendenza (KWiN), oltre che dello stesso PiS, il cui consenso è andato via via scemando dalle elezioni precedenti. D’altro canto, la Coalizione Civica (KO), guidata nuovamente da Donald Tusk, pur essendo giunta seconda, ha comunque visto un aumento di consensi, così come, in media, il suo blocco trasversale, costituito dai partiti La Sinistra (LEWICA), di centro-sinistra, e Terza Via (TD), di centro-destra ambientalista e ruralista. Nello specifico, quest’ultimo ha visto un vero e proprio exploit, raggiungendo il terzo posto e divenendo ago della bilancia dello scacchiere politico-parlamentare.

## Sistema elettorale
Il sistema elettorale polacco varia in base alla Camera, essendo il Sejm più rilevante politicamente del Senato.

### Sejm
Il processo di elezione dei 460 membri del Sejm avviene attraverso l’uso di un sistema proporzionale a lista chiusa di partito, applicato in vari collegi plurinominali. 
In seguito i voti sono convertiti in seggi secondo il metodo D'Hondt.
È prevista una soglia di sbarramento del 5% per i singoli partiti (KW) e le organizzazioni civiche (KWW) e dell'8% per le coalizioni (KKW). Sono esclusi da ogni soglia i partiti nazionali che rappresentano le minoranze.

### Senato
Il processo di elezione dei 100 membri del Senato, invece, avviene attraverso l’uso di un sistema maggioritario secco, applicato in altrettanti collegi uninominali.

## Risultati

### Sejm
| Destra Unita (ZL)                                | 7 640 854  | 35,38 | 194 |  |  |  |
| Coalizione Civica (KO)                           | 6 629 402  | 30,70 | 157 |  |  |  |
| Terza Via (TD)                                   | 3 110 670  | 14,40 | 65  |  |  |  |
| La Sinistra (LEWICA)                             | 1 859 018  | 8,61  | 26  |  |  |  |
| Confederazione Libertà e Indipendenza (KWiN)     | 1 547 364  | 7,16  | 18  |  |  |  |
| Attivisti del Governo Locale Extrapartitici (BS) | 401 054    | 1,86  | –   |  |  |  |
| C’è una Sola Polonia (PJJ)                       | 351 099    | 1,63  | –   |  |  |  |
| Minoranza Tedesca (MN)                           | 25 778     | 0,12  | –   |  |  |  |
| Altri (<0,12%)                                   | 31 435     | 0,15  | –   |  |  |  |
| Totale                                           | 21 596 674 | 100   | 460 |  |  |  |
|                                                  |            |       |     |  |  |  |
| Voti non validi                                  | 370 217    | 1,69  |     |  |  |  |
| Votanti                                          | 21 966 891 | 74,38 |     |  |  |  |
| Elettori                                         | 29 532 595 |       |     |  |  |  |

| Riepilogo dei voti (+/- elezioni 2019)      | Riepilogo dei voti (+/- elezioni 2019)      | Riepilogo dei voti (+/- elezioni 2019)      | Riepilogo dei voti (+/- elezioni 2019) | Riepilogo dei voti (+/- elezioni 2019) | Riepilogo dei voti (+/- elezioni 2019) | Riepilogo dei voti (+/- elezioni 2019) |
| ------------------------------------------- | ------------------------------------------- | ------------------------------------------- | -------------------------------------- | -------------------------------------- | -------------------------------------- | -------------------------------------- |
| Destra Unita                                | Destra Unita                                | Destra Unita                                |                                        |                                        | 35,38%                                 | ▼ 8,21                                 |
| Coalizione Civica                           | Coalizione Civica                           | Coalizione Civica                           |                                        |                                        | 30,70%                                 | ▲ 3,30                                 |
| Terza Via                                   | Terza Via                                   | Terza Via                                   |                                        |                                        | 14,40%                                 | Nuovo                                  |
| La Sinistra                                 | La Sinistra                                 | La Sinistra                                 |                                        |                                        | 8,61%                                  | ▼ 3,95                                 |
| Confederazione Libertà e Indipendenza       | Confederazione Libertà e Indipendenza       | Confederazione Libertà e Indipendenza       |                                        |                                        | 7,16%                                  | ▲ 0,35                                 |
| Attivisti del Governo Locale Extrapartitici | Attivisti del Governo Locale Extrapartitici | Attivisti del Governo Locale Extrapartitici |                                        |                                        | 1,86%                                  | ▲ 1,08                                 |
| Altri                                       | Altri                                       | Altri                                       |                                        |                                        | 1,89%                                  |                                        |
| Riepilogo dei seggi (+/- elezioni 2019)     |                                             |                                             |                                        |                                        |                                        |                                        |
|                                             |                                             |                                             |                                        |                                        |                                        |                                        |
| LEWICA                                      | 26                                          | ▼ 23                                        |                                        | KO                                     | 157                                    | ▲ 23                                   |
| MN                                          | 0                                           | ▼ 1                                         |                                        | TD                                     | 65                                     | Nuovo                                  |
| ZL                                          | 194                                         | ▼ 41                                        |                                        | KWiN                                   | 18                                     | ▲ 7                                    |

### Senato
| Coalizione Civica (KO)                           | 6 187 295  | 28,91 | 40  |  |  |  |
| Terza Via (TD)                                   | 2 462 360  | 11,50 | 12  |  |  |  |
| La Sinistra (LEWICA)                             | 1 131 639  | 5,29  | 9   |  |  |  |
| Indipendenti affiliati (IND AFF)                 | 573 060    | 2,68  | 4   |  |  |  |
| Totale “Patto per il Senato 2023” (PS2023)       | 10 354 354 | 48,38 | 65  |  |  |  |
| Destra Unita (ZL)                                | 7 449 875  | 34,81 | 34  |  |  |  |
| Confederazione Libertà e Indipendenza (KWiN)     | 1 443 836  | 6,75  | –   |  |  |  |
| Attivisti del Governo Locale Extrapartitici (BS) | 1 049 919  | 4,91  | –   |  |  |  |
| Indipendenti (IND)                               | 741 350    | 3,46  | 1   |  |  |  |
| Altri (<4,90%)                                   | 363 664    | 1,70  | –   |  |  |  |
| Totale                                           | 21 402 998 | 100   | 100 |  |  |  |
|                                                  |            |       |     |  |  |  |
| Voti non validi                                  | 552 032    | 2,51  |     |  |  |  |
| Votanti                                          | 21 955 030 | 74,34 |     |  |  |  |
| Elettori                                         | 29 532 595 |       |     |  |  |  |

| Riepilogo dei voti (+/- elezioni 2019)      | Riepilogo dei voti (+/- elezioni 2019)      | Riepilogo dei voti (+/- elezioni 2019)      | Riepilogo dei voti (+/- elezioni 2019) | Riepilogo dei voti (+/- elezioni 2019) | Riepilogo dei voti (+/- elezioni 2019) | Riepilogo dei voti (+/- elezioni 2019) |
| ------------------------------------------- | ------------------------------------------- | ------------------------------------------- | -------------------------------------- | -------------------------------------- | -------------------------------------- | -------------------------------------- |
| Patto per il Senato 2023                    | Patto per il Senato 2023                    | Patto per il Senato 2023                    |                                        |                                        | 48,38%                                 | Nuovo                                  |
| Destra Unita                                | Destra Unita                                | Destra Unita                                |                                        |                                        | 34,81%                                 | ▼ 9,75                                 |
| Confederazione Libertà e Indipendenza       | Confederazione Libertà e Indipendenza       | Confederazione Libertà e Indipendenza       |                                        |                                        | 6,75%                                  | ▲ 5,96                                 |
| Attivisti del Governo Locale Extrapartitici | Attivisti del Governo Locale Extrapartitici | Attivisti del Governo Locale Extrapartitici |                                        |                                        | 4,91%                                  | ▲ 3,09                                 |
| Indipendenti                                | Indipendenti                                | Indipendenti                                |                                        |                                        | 3,46%                                  | ▼ 3,39                                 |
| Altri                                       | Altri                                       | Altri                                       |                                        |                                        | 1,70%                                  |                                        |
| Riepilogo dei seggi (+/- elezioni 2019)     |                                             |                                             |                                        |                                        |                                        |                                        |
|                                             |                                             |                                             |                                        |                                        |                                        |                                        |
| LEWICA                                      | 9                                           | ▲ 7                                         |                                        | KO                                     | 40                                     | ▼ 2                                    |
| TD                                          | 12                                          | ▲ 9                                         |                                        | IND AFF PS2023                         | 4                                      | ▲ 1                                    |
| IND                                         | 1                                           | ▼ 3                                         |                                        | ZL                                     | 34                                     | ▼ 14                                   |